# Svenska bagarlandslaget
Svenska Bagarlandslaget bildades 2007. År 2012 kvalificerade landslaget sig till VM och blev 4:e bäst i världen och blev även bäst i Europa.

## Landslaget
Svenska Bagarlandslaget består 2016 av lagledaren Håkan Johansson, Susanna Söderman som tävlar i söta bröd, Moa Brink som tävlar i dekorbröd, Thomas Helgesson som tävlar i matbröd, Adam Söderström som tävlar i baguetter och matbröd och Kim Lund som tävlar i skådebröd.
Håkan Johansson, Susanna Söderman och Kim Lund jobbar på Taverna Brillo i Stockholm. Moa Brink jobbar till vardags på Lundsbergs konditori i Stockholm. Thomas Helgesson jobbar till vardags på Gateau i Malmö och Adam Söderström jobbar på Bageri Petrus i Stockholm. 

### Individuella prestationer
Håkan Johansson vann individuella bagar-VM 2014.Susanna Söderström vann 2011 EM-unga bagare. Moa Brink tog brons i individuella EM 2006. Adam Söderström vann årets bagare 2014. Kim Lund blev vann brons i EM-unga bagare 2014 och blev utsedd till årets bagare 2016.

## Nordiska mästerskapen
Det senaste Svenska Bagarlandslaget som vann nordiska mästerskapen totalt var år 2015. Svenska bagarlandslaget representeras av Bedros Kabranian i söta bröd, Tomas Helgesson i matbröd och Kim Lund i skådebröd. Förutom att de vann totalsegern så tog även Bedros Kabranian hem segern i söta bröd.
År 2014 vann Sveriges dåvarande landslag bestående av Moa Brink på skådebröd, Susanna Söderman på sött bröd och Martin Frankenberg alla guld i nordiska mästerskapen.